# Tabuse
Tabuse (田布施町, Tabuse-chō) est un bourg du district de Kumage, dans la préfecture de Yamaguchi, au Japon.

## Géographie

### Démographie
Au 1er novembre 2014, la population de Tabuse s'élevait à 15 433 habitants répartis sur une superficie de 50,35 km2.